# 29. Screen Actors Guild-gála
A 29. Screen Actors Guild-gála a 2022-es év legjobb filmes és televíziós alakításait értékelte. A díjátadót 2023. február 26-án tartották a Los Angeles Century City negyedében található Fairmont Century Plaza luxushotelben. A díjátadó-gálát a Netflix YouTube-csatornája élőben közvetítette az észak-amerikai időzóna szerint este nyolc órától.
A jelöltek listáját 2023. január 11-én jelentette be Ashley Park és Haley Lu Richardson az Instagram Live-on keresztül. A sziget szellemei és a Minden, mindenhol, mindenkor egyaránt öt jelölést kapott, felzárkózva ezzel a SAG-díjak történetében legtöbb jelölést kapott Szerelmes Shakespeare (1998), Chicago (2002) és Kétely (2008) című filmekhez.
A legsikeresebb alkotás a Minden, mindenhol, mindenkor lett: négy díjat szerzett meg, a legtöbbet a díj történetében.
2023. január 17-én bejelentették, hogy a 2022-es Életműdíjat Sally Field kétszeres Oscar- és Golden Globe-díjas amerikai színésznő, rendező és filmproducer kapta.

## Győztesek és jelöltek

### Film
| Legjobb férfi főszereplő | Legjobb férfi főszereplő | Legjobb női főszereplő     | Legjobb női főszereplő |
| --- | --- | -------------------------- | --- |
| | - Brendan Fraser – A bálna (Charlie) - Austin Butler – Elvis (Elvis Presley) - Colin Farrell – A sziget szellemei (Pádraic Súilleabháin) - Bill Nighy – Élj! (Mr. Williams) - Adam Sandler – Mindent egy lapra (Stanley Sugerman)                                          |                            | - Michelle Yeoh – Minden, mindenhol, mindenkor (Evelyn Quan Wang) - Cate Blanchett – Tár (Lydia Tár) - Viola Davis – The Woman King – A harcos (General Nanisca) - Ana de Armas – Szöszi (Marilyn Monroe) - Danielle Deadwyler – Till – Igazságot a fiamnak (Mamie Till-Mobley)      |
| Legjobb férfi mellékszereplő | Legjobb férfi mellékszereplő | Legjobb női mellékszereplő | Legjobb női mellékszereplő |
| | - Ke Huy Quan – Minden, mindenhol, mindenkor (Waymond Wang) - Paul Dano – A Fabelman család (Burt Fabelman) - Brendan Gleeson – A sziget szellemei (Colm Doherty) - Barry Keoghan – A sziget szellemei (Dominic Kearney) - Eddie Redmayne – A másik nővér (Charlie Cullen) |                            | - Jamie Lee Curtis – Minden, mindenhol, mindenkor (Deirdre Beaubeirdre) - Angela Bassett – Fekete Párduc 2. (Ramonda) - Hong Chau – A bálna (Liz) - Kerry Condon – A sziget szellemei (Siobhán Súilleabháin) - Stephanie Hsu – Minden, mindenhol, mindenkor (Joy Wang / Jobu Tupaki) |
| Legjobb szereplőgárda (mozifilm) | |                            | |
| - Minden, mindenhol, mindenkor – Jamie Lee Curtis, James Hong, Stephanie Hsu, Ke Huy Quan, Harry Shum Jr., Jenny Slate, és Michelle Yeoh - A Fabelman család – Jeannie Berlin, Julia Butters, Paul Dano, Judd Hirsch, Gabriel LaBelle, David Lynch, Seth Rogen, és Michelle Williams - A sziget szellemei – Kerry Condon, Colin Farrell, Brendan Gleeson, és Barry Keoghan - Babylon – Jovan Adepo, P. J. Byrne, Diego Calva, Lukas Haas, Olivia Hamilton, Li Jun Li, Tobey Maguire, Max Minghella, Brad Pitt, Margot Robbie, Rory Scovel, Jean Smart, és Katherine Waterston - A nők beszélnek – Jessie Buckley, Claire Foy, Kate Hallett, Judith Ivey, Rooney Mara, Sheila McCarthy, Frances McDormand, Michelle McLeod, Liv McNeil, Ben Whishaw, és August Winter | |                            | |
| Legjobb kaszkadőrgárda (mozifilm) | |                            | |
| - Top Gun: Maverick - Avatar: A víz útja - Batman - Fekete Párduc 2. - The Woman King – A harcos | |                            | |

### Televízió
| Legjobb színész (minisorozat vagy tévéfilm) | Legjobb színész (minisorozat vagy tévéfilm) | Legjobb színésznő (minisorozat vagy tévéfilm) | Legjobb színésznő (minisorozat vagy tévéfilm) |
| --- | --- | --------------------------------------------- | --- |
| | - Sam Elliott – 1883 (Paramount+) (Shea Brennan) - Steve Carell – A páciens (FX on Hulu) (Alan Strauss) - Taron Egerton – Fekete madár (Apple TV+) (James "Jimmy" Keane) - Paul Walter Hauser – Fekete madár (Apple TV+) (Lawrence "Larry" Hall) - Evan Peters – Jeffrey Dahmer – Szörnyeteg: A Jeffrey Dahmer-sztori (Netflix) (Jeffrey Dahmer) |                                               | - Jessica Chastain – George & Tammy (Showtime) (Tammy Wynette) - Emily Blunt – Az Angolok (Prime Video) (Cornelia Locke) - Julia Garner – Az örökösnő álarca mögött (Netflix) (Anna Sorokin / Anna Delvey) - Niecy Nash-Betts – Jeffrey Dahmer – Szörnyeteg: A Jeffrey Dahmer-sztori (Netflix) (Glenda Cleveland) - Amanda Seyfried – A kibukott (Hulu) (Elizabeth Holmes) |
| Legjobb színész (drámasorozat) | Legjobb színész (drámasorozat) | Legjobb színésznő (drámasorozat)              | Legjobb színésznő (drámasorozat) |
| | - Jason Bateman – Ozark (Netflix) (Martin "Marty" Byrde) - Jonathan Banks – Better Call Saul (AMC) (Mike Ehrmantraut) - Jeff Bridges – A nagy öreg (FX) (Dan Chase) - Bob Odenkirk – Better Call Saul (AMC) (Jimmy McGill / Saul Goodman / Gene Takavic) - Adam Scott – Különválás (Apple TV+) (Mark Scout)                                      |                                               | - Jennifer Coolidge – A Fehér Lótusz (HBO) (Tanya McQuoid-Hunt) - Elizabeth Debicki – A Korona (Netflix) (Diána walesi hercegné) - Julia Garner – Ozark (Netflix) (Ruth Langmore) - Laura Linney – Ozark (Netflix) (Wendy Byrde) - Zendaya – Eufória (HBO) (Rue Bennett)                                                                                                   |
| Legjobb színész (vígjátéksorozat) | Legjobb színész (vígjátéksorozat) | Legjobb színésznő (vígjátéksorozat)           | Legjobb színésznő (vígjátéksorozat) |
| | - Jeremy Allen White – A mackó (FX on Hulu) (Carmen "Carmy" Berzatto) - Anthony Carrigan – Barry (HBO) (NoHo Hank) - Bill Hader – Barry (HBO) (Barry Berkman / Barry Block) - Steve Martin – Gyilkos a házban (Hulu) (Charles-Haden Savage) - Martin Short – Gyilkos a házban (Hulu) (Oliver Putnam)                                             |                                               | - Jean Smart – Hacks – A pénz beszél (HBO Max) (Deborah Vance) - Christina Applegate – Halott vagy (Netflix) (Jen Harding) - Rachel Brosnahan – A káprázatos Mrs. Maisel (Prime Video) (Miriam "Midge" Maisel) - Quinta Brunson – Abbott Általános Iskola (ABC) (Janine Teagues) - Jenna Ortega – Wednesday (Netflix) (Wednesday Addams)                                   |
| Legjobb szereplőgárda (drámasorozat) | |                                               | |
| - A Fehér Lótusz (HBO) – F. Murray Abraham, Paolo Camilli, Jennifer Coolidge, Adam DiMarco, Meghann Fahy, Federico Ferrante, Bruno Gouery, Beatrice Grannò, Jon Gries, Tom Hollander, Sabrina Impacciatore, Michael Imperioli, Theo James, Aubrey Plaza, Haley Lu Richardson, Eleonora Romandini, Federico Scribani, Will Sharpe, Simona Tabasco, Leo Woodall, és Francesco Zecca - A Korona (Netflix) – Elizabeth Debicki, Claudia Harrison, Andrew Havill, Lesley Manville, Jonny Lee Miller, Flora Montgomery, James Murray, Jonathan Pryce, Ed Sayer, Imelda Staunton, Marcia Warren, Dominic West, és Olivia Williams - Better Call Saul (AMC) – Jonathan Banks, Ed Begley Jr., Tony Dalton, Giancarlo Esposito, Patrick Fabian, Bob Odenkirk, és Rhea Seehorn - Különválás (Apple TV+) – Patricia Arquette, Michael Chernus, Zach Cherry, Michael Cumpsty, Dichen Lachman, Britt Lower, Adam Scott, Tramell Tillman, Jen Tullock, John Turturro, és Christopher Walken - Ozark (Netflix) – Jason Bateman, Nelson Bonilla, Jessica Frances Dukes, Lisa Emery, Skylar Gaertner, Julia Garner, Alfonso Herrera, Sofia Hublitz, Kevin L. Johnson, Katrina Lenk, Laura Linney, Adam Rothenberg, Felix Solls, Charlie Tahan, Richard Thomas, és Damian Young | |                                               | |
| Legjobb szereplőgárda (vígjátéksorozat) | |                                               | |
| - Abbott Általános Iskola (ABC) – Quinta Brunson, William Stanford Davis, Janelle James, Chris Perfetti, Sheryl Lee Ralph, Lisa Ann Walter, és Tyler James Williams - A mackó (FX on Hulu) – Lionel Boyce, Liza Colón-Zayas, Ayo Edebiri, Abby Elliott, Edwin Lee Gibson, Corey Hendrix, Matty Matheson, Ebon Moss-Bachrach, és Jeremy Allen White - Barry (HBO) – Sarah Burns, D'Arcy Carden, Anthony Carrigan, Turhan Troy Caylak, Sarah Goldberg, Nick Gracer, Bill Hader, Jessy Hodges, Michael Irby, Gary Kraus, Stephen Root, és Henry Winkler - Gyilkos a házban (Hulu) – Michael Cyril Creighton, Cara Delevingne, Selena Gomez, Jayne Houdyshell, Steve Martin, Martin Short, és Adina Verson - Hacks – A pénz beszél (HBO Max) – Carl Clemons-Hopkins, Paul W. Downs, Hannah Einbinder, Mark Indelicato, Jean Smart, és Megan Stalter | |                                               | |
| Legjobb kaszkadőrgárda (televízió) | |                                               | |
| - Stranger Things (Netflix) - A fiúk (Prime Video) - A Gyűrűk Ura: A hatalom gyűrűi (Prime Video) - Andor (Disney+) - Sárkányok háza (HBO) | |                                               | |

### Screen Actors Guild-életműdíj
- Sally Field

## In Memoriam
A Don Cheadle Golden Globe-díjas színész és filmproducer által bevezetett műsorrész az alábbi 2022-ben, illetve 2023 elején elhunyt művészeknek állított emléket.
- Leslie Jordan
- Louise Fletcher
- David Warner
- Liz Sheridan
- Irene Cara
- Ray Liotta
- Paul Sorvino
- Cindy Williams
- William Hurt
- Lisa Loring
- Fred Ward
- Kathryn Hays
- Tony Dow
- Marsha Hunt
- L. Q. Jones
- Annie Wersching
- Tim Considine
- Ralph Ahn
- Rebecca Balding
- F.J. O'Neil
- Mitchell Ryan
- Bo Hopkins
- Yoshio Yoda
- Sandra Seacat
- Clu Gulager
- Andrew Prine
- Lance Kerwin
- Stella Stevens
- Charles Kimbrough
- Robert Morse
- Gina Lollobrigida
- Roger E. Mosley
- Ned Eisenberg
- Nehemiah Persoff
- Philip Baker Hall
- Melinda Dillon
- David Birney
- Larry Storch
- Henry Silva
- Bruce MacVittie
- John Aylward
- Bob McGrath
- Emilio Delgado
- Anne Heche
- Tony Sirico
- John Aniston
- Nichelle Nichols
- Lenny Von Dohlen
- Ron Masak
- Conrad Janis
- Ted White
- Mark Miller
- Clarence Gilyard Jr.
- Barbara Bosson
- Adam Rich
- Gregory Itzin
- Eileen Ryan
- Austin Majors
- Cody Longo
- Olivia Newton-John
- Kevin Conroy
- Pat Carroll
- Gilbert Gottfried
- Estelle Harris
- Stuart Margolin
- Raquel Welch
- Robbie Coltrane
- Richard Belzer
- Kirstie Alley
- Mary Alice
- James Caan
- Angela Lansbury

## Fordítás
Ez a szócikk részben vagy egészben  a(z)   29th Screen Actors Guild Awards című angol Wikipédia-szócikk ezen változatának fordításán alapul.  Az eredeti cikk szerkesztőit annak laptörténete sorolja fel. Ez a jelzés csupán a megfogalmazás eredetét és a szerzői jogokat jelzi, nem szolgál a cikkben szereplő információk forrásmegjelöléseként.